# یوسف مولومبو
یوسف مولومبو (انگلیسی: Youssouf Mulumbu؛ زادهٔ ۲۵ ژانویهٔ ۱۹۸۷) بازیکن فوتبال اهل فرانسه است.
از باشگاه‌هایی که در آن بازی کرده‌است می‌توان به باشگاه فوتبال وست برومویچ آلبیون، باشگاه ورزشی آمیان، باشگاه فوتبال نوریچ سیتی، و باشگاه فوتبال پاری سن-ژرمن اشاره کرد.
وی همچنین در تیم‌های ملی فوتبال زیر ۲۰ سال فرانسه، زیر ۲۱ سال فرانسه، و جمهوری کنگو بازی کرده‌است.